# 위더플럭 레코즈
위더플럭 레코즈(영어: WEDAPLUGG RECORDS)는 스윙스와 기리보이가 설립한 대한민국의 힙합 레이블이다.

## 소속 아티스트
- 윤훼이 (Yunhway)
- 세우 (saewoo)
- 존오버 (jhnovr)
- 릴타치 (Lil tachi)
- 오르내림 (OLNL)
- 캐시 (k.vsh)
- 스윙스 (Swings)
- 기리보이 (Giriboy)
- 율음 (Yuleum)

## 이전 아티스트
- 릴체리 (Lil Cherry)
- 골드부다 (GOLDBUUDA)